# Betatron

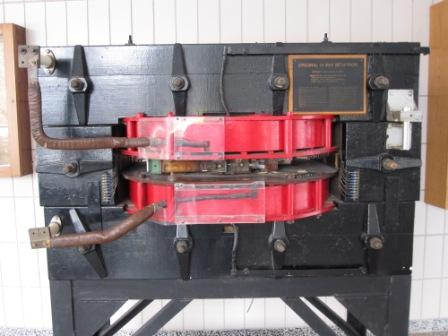
Imagine de ansamblu a prototipului betatronul de 24 MeV, un model comercial fabricat de General Electric, aflat astăzi la Universitatea Illinois. Structurile vopsite în roşu conţin bobinele de curent înalt care generează câmpul magnetic. Structura vopsită în negru (care înconjoară cei doi poli magnetici) direcţionează liniile de câmp magnetic între polul superior si cel inferior. Torul de sticla sau ceramica (un model mai mare decat cel din imaginea alăturată) era plasat in poziţie orizontală in spaţiul liber dintre cei doi poli.

Betatronul a fost primul model de accelerator circular de particule.
Camera de vid a betatronului are un volum mult redus în comparație cu cea a unui ciclotron. In plus, particulele accelerate sunt menținute în acceași traiectorie pentru un timp suficient de îndelungat pentru ca frecvența de accelerare sau câmpul magnetic să fie modificate în timp util. Aceasta va duce la o metodă de compensare în sincrotroane a creșterii masei particulei accelerate la energii înalte, un efect care limitează energia maximă a unui ciclotron.   

## Istoric
Primul betatron funcțional (de 2,3 MeV) a fost construit în 1940 de Donald W. Kerst la Facultatea de Fizică a Universitații Illinois (Urbana-Champaign) pentru a accelera electroni până la o energie de 2.3 milioane de electron volți (MeV) la 15 iulie 1940. A fost primul dispozitiv funcțional care utiliza forța asociată cu un câmp magnetic variabil pentru a accelera particule cu sarcină electrică deplasându-se în vid într-o orbită în jurul fluxului magnetic. De asemenea, era primul dispozitiv în care fluxul magnetic la orbită a fost ales astfel ca particulele sa fie menținute într-o orbită fixă pentru un timp nelimitat și care a reprezentat modelul pentru focalizarea particulelor utilizat în acceleratoarele circulare care l-au urmat.
Modelul de 2.3 MeV se află acum la Muzeul Smithsonian din Washington, D.C.
Un prototip comercial (de 24 MeV) a fost fabricat de General Electric în 1941. 

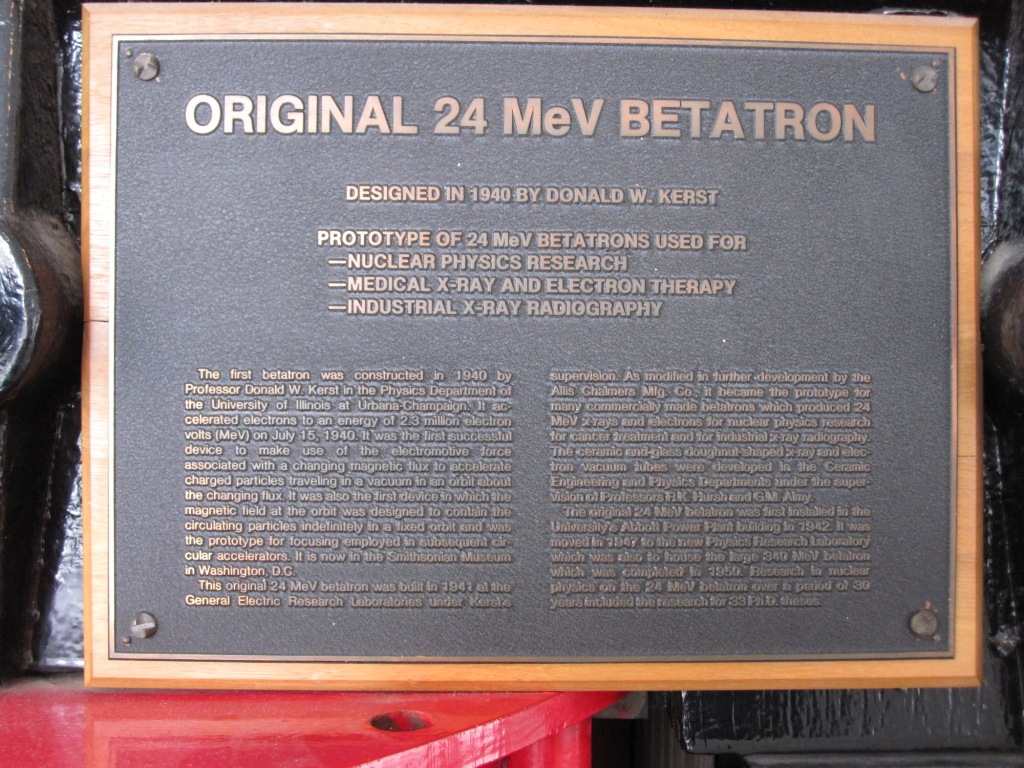
Detaliu al plăcii comemorative. Textul este "Betatronul original de 24 MeV. Proiectat în 1940 de Donald W. Kerst. Un prototip al betatronului de 24 MeV utilizat în cercetarea de fizică nucleară, terapie medicală cu raze X şi electroni şi radiografie industrială cu raze X.

Avantajul betatronului consta în posibilitatea accelerării de electroni (cu o masa de repaus relativ redusă) la energii mult peste energiile la care masa acestora crește apreciabil (un efect de relativitate restrânsă la energii comparabile cu masa de repaus a particulei respective), o limitație importantă a ciclotroanelor. Pentru electroni acest efect apare de la energii relativ mici (masa de repaus a unui electron este de aproximativ 0.5 MeV). Betatroane cu energii maxime din ce în ce mai mari au fost construite; un betatron de 340 MeV a fost dat în folosință în 1950 la Universitatea Illinois. 
Betatronul a fost înlocuit de sincrotron în aplicații de cercetare (betatronul este încă utilizat în unele aplicații comerciale). În contrast, ciclotroanele continuă să fie utilizate în cercetare pentru accelerarea ionilor grei pentru care, deoarece aceștia au o masă relativ ridicată, limita relativistică menționată mai sus este mai puțin relevantă. 

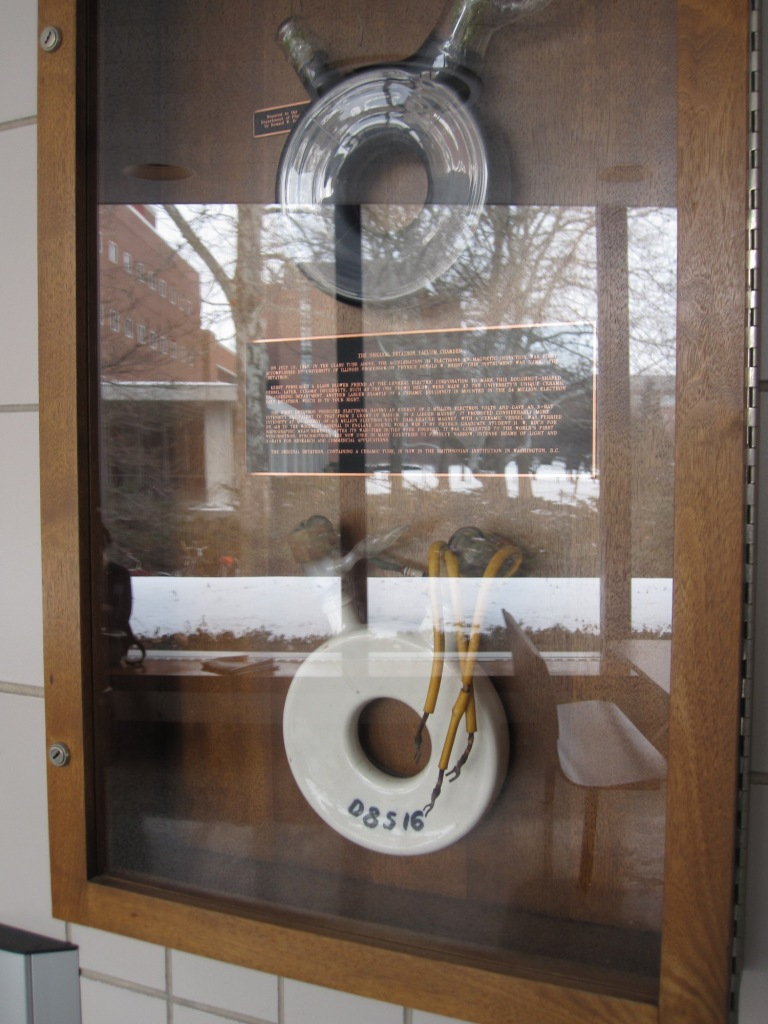
Camera de vid în care de deplasau particulele accelerate era un tor de sticlă (sus) sau ceramică (jos). Cel de sticlă a fost fabricat de General Electric, cel de ceramică la Universitatea Illinois. Torul este plasat între bobinele care generează câmpul magnetic de mare intensitate şi care constrânge particulele să parcurgă o traiectorie circulară.

## Principiul de funcționare

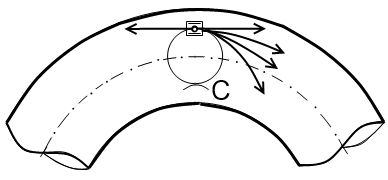
Schema de principiu a betatronului

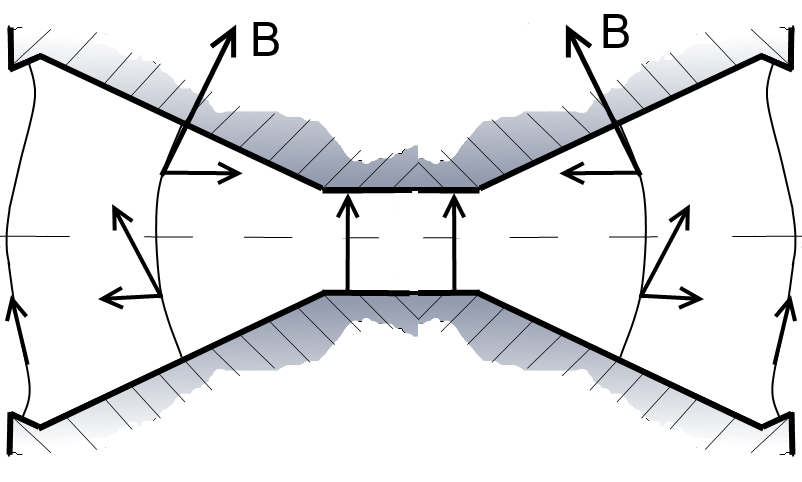
Forma magnetului unui betatron

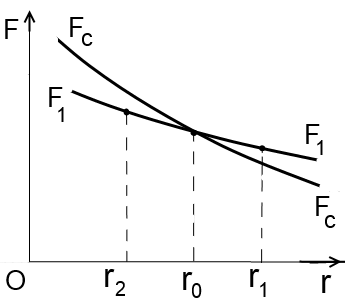
Variaţia forţei Lorentz în funcție de raza orbitei de accelerare

Betatronul este un accelerator de tip inductiv. Spre deosebire de un ciclotron sau un sincrotron, betatronul este un dispozitiv asincronic (frecvența de oscilație a câmpului magnetic nu este direct legată de frecvența de rotație a particulelor în camera de vid).
Condiția pe care trebuie să o satisfacă câmpul magnetic variabil în timp (numită condiția Wideröe) pentru ca electronii să păstreze aceeași orbită circulară în tot timpul accelerării, este ca valoarea medie pe întreaga arie inclusă de traiectorie, la un anumit moment, a inducției magnetice {\displaystyle {\bar {B(t)}},} să fie dublul valorii sale pe traiectorie în același moment de timp:
{\displaystyle B(t)={\frac {\bar {B(t)}}{2}}.}
Pentru îndeplinirea acestei condiții, magnetul are o formă specială.
Între polii săi se află camera vidată de accelerare, de formă toroidală.
Descreșterea câmpului magnetic în spațiul camerei toroidale are loc după legea 1/rn, unde 0,5<n<0,75.
Înfășurarea electromagnetului este alimentată de la o sursă de curent alternativ (a cărui frecvență este, de obicei, de 50 Hz).
Accelerarea are loc în pulsuri, pe sferturi de perioadă, electronii fiind captați la începutul fiecărui ciclu.
Pentru o anumită inducție magnetică maximă B și o rază dată de accelerare r0, energia maximă totală obținută este:
{\displaystyle W=cr_{0}eB{\sqrt {1+\left({\frac {m_{e}c}{r_{0}eB}}\right)^{2}}},}
unde:
- c = viteza luminii în vid;
- me = masa electronului;
- e = sarcina electronului.

Întrucât energia electronului accelerat depășește energia sa de repaus, rezultă că:
{\displaystyle {\frac {m_{e}c}{r_{0}eB}}\ll 1\;\;} și deci {\displaystyle \;\;W\cong cr_{0}eB.}
Deoarece la betatron valoarea maximă pe care o poate avea inducția magnetică este de ordinul 4.000 - 5.000 G, pentru a mări energia maximă de accelerare W trebuie mărită raza r0 a orbitei de accelerare.
Forța electromotivă care accelerează particulele este dată de variația fluxului magnetic în timp:
{\displaystyle FEM=\int _{cerc}Edl=-{\frac {d\Phi }{dt}}}